# Les Aspin
Leslie "Les" Aspin, Jr., född 21 juli 1938 i Milwaukee, Wisconsin, död 21 maj 1995 i Washington D.C., var en amerikansk demokratisk politiker.
Han studerade vid Yale University där han tog sin B.A.-examen i historia 1960. Sedan åkte han till Oxford med hjälp av ett s.k. Rhodesstipendium. Vid Oxfords universitet avlade han 1962 M.A. i nationalekonomi. Därefter doktorerade han i nationalekonomi vid Massachusetts Institute of Technology, varifrån han fick sin Ph.D.-examen 1966.
Aspin var arméofficer 1966-1968. Då arbetade han som systemanalytiker på USA:s försvarsdepartement. Innan han blev invald till USA:s representanthus 1970 hade han varit aktiv i delstatspolitiken i Wisconsin och undervisat nationalekonomi vid Marquette University.
Aspin blev invald i representanthuset sammanlagt tolv gånger. Han var ledamot av representanthuset från den 3 januari 1971 till den 20 januari 1993, då han avgick för att tillträda som försvarsminister i Bill Clintons kabinett. I kongressen blev Aspin känd som expert på försvarspolitikens område. Han hade varit motståndare till Vietnamkriget redan innan han blev ledamot av representanthuset. 1985 blev han ordförande för representanthusets försvarsutskott. Vissa demokrater var missnöjda med Aspins ordförandeskap i och med att han var en anhängare av Ronald Reagans stöd till Contras. 1987, då diskussionen kring Iran-contras-affären gick som hetast, gick han miste om ordförandeskapet men fick det strax tillbaka.
1991 stödde han öppet George H.W. Bush när presidenten ville få Irak ut ur Kuwait med amerikansk militär makt. Många demokrater var skeptiska till Aspins ställningstagande men när kriget löpte snabbt och resulterade i amerikansk seger, befästes Aspins ställning som försvarsexpert.
I Clintons presidentvalskampanj 1992 fungerade Aspin som försvarspolitisk expert. Eftersom Clinton själv saknade expertis på området, var Aspin tack vare sin erfarenhet ett naturligt val som försvarsminister efter den segerrika kampanjen. Förhören i USA:s senat var omfattande men Aspin konfirmerades lätt som försvarsminister.
Strax efter att Aspin tillträdde, fick han hjärtproblem. Han tillbringade flera dagar på sjukhuset i februari 1993. En månad senare var han tillbaka på sjukhuset för att få en pacemaker. Tillbaka på jobbet fick han genast ta itu med frågan om homosexuella i militären. Han hade lovat en snabb lösning i frågan, men det visade sig mycket svårt. I december 1993 lyckades Aspin med att introducera nya riktlinjer som innebar att militären inte skulle fråga, vilken sexuell inriktning en rekryt har. Den nya riktlinjen kallades don't ask, don't tell.
Aspin avgick från försvarsministeriet på grund av personliga orsaker. Han återvände till universitetsvärlden, men blev snart ordförande för det rådgivande organet the President's Foreign Intelligence Advisory Board. Aspin avled i ett slaganfall i maj 1995.